# Brachytarsophrys intermedia
Brachytarsophrys intermedia es una especie  de anfibios de la familia Megophryidae.

## Distribución geográfica
Se encuentra en Vietnam y, posiblemente en Camboya y Laos.

## Estado de conservación
Se encuentra amenazada de extinción por la pérdida de su hábitat natural.